# Peter Frohmann
Peter Frohmann (Frankfurt am Main, 1801 – Pozsony, 1885. január 24.) sebész, természetgyógyász.

## Élete
Osztrák származású volt, az egyetemet Bécsben végezte, itt szerzett 1828-ban sebészi diplomát. 1831-ben mint orvos Németóváron működött és az osztrák kormány kerületi orvossá nevezte ki. 1832-ben beteg feleségén tett kísérletet a vízgyógyítással, sikeresen; ezután kizárólag ezt a gyógymódot követte. 1836-ban Németóváron 256 kolerabeteget gyógyított ki. 1841-ben egy családnál volt háziorvos. Ezután Pozsonyban telepedett le, ahol 1848-ban szintén sikerrel gyógyította vízzel a kolerabetegeket.

## Munkái
- Hydropatische Notizen. Gesammelt in einer 50 jährigen Praxis. Pressburg, 1882.